# JA21
JA21, statutair Conservatieve Liberalen geheten, is een Nederlandse politieke partij. De partij omschrijft zichzelf als conservatief-liberaal, maar wordt ook regelmatig gecategoriseerd als rechts of radicaal-rechts. De partij werd in december 2020 opgericht door Joost Eerdmans en Annabel Nanninga. De oprichters waren tot eind november van dat jaar lid van Forum voor Democratie, maar konden zich niet meer vinden in de gang van zaken bij die partij.
JA21 is vertegenwoordigd op bijna alle bestuursniveaus, met onder andere één zetel in de Tweede Kamer en drie zetels in de Eerste Kamer. De jongerenorganisatie van JA21 heet JONG21.

## Geschiedenis

### Voorgeschiedenis
Eind november 2020 ontstond er ophef binnen Forum voor Democratie (FVD) naar aanleiding van uitgelekte WhatsApp-gesprekken binnen de Jongerenorganisatie Forum voor Democratie (JFVD). In deze uitgelekte gesprekken werden extreemrechtse uitspraken gedaan door leden van de organisatie. In april 2020 waren er ook al dergelijke aantijgingen geuit.
De JFVD kondigde een intern onderzoek aan naar aanleiding van de berichtgeving, een aanpak die werd gesteund door partijleider Thierry Baudet. Een groot aantal andere prominente partijleden vonden deze aanpak echter te licht en te laat. Het conflict escaleerde en een aantal (verkozen) leden keerde FVD de rug toe, onder wie Joost Eerdmans, Annabel Nanninga, Nicki Pouw-Verweij en Eva Vlaardingerbroek.

### Ontstaan
Begin december 2020 maakten Eerdmans en Nanninga bekend mee te willen doen aan de Tweede Kamerverkiezingen van maart 2021 met een 'fatsoenlijk' rechts geluid. Op 18 december 2020 introduceerden Eerdmans en Nanninga officieel hun nieuwe partij, 'JA21'. De naam van de partij is een knipoog naar hun voornamen, maar zou staan voor het 'Juiste Antwoord'. Bij de oprichting van de partij werd een voorlopig oprichtingsbestuur aangewezen dat de partij moest vormgeven en structureren, voorbereiden op de verkiezingen, de verkiezingscampagne organiseren en ledenwerving op gang brengen.
Op 20 december 2020 maakten voormalig FVD-Europarlementariërs Derk Jan Eppink, Rob Roos en Rob Rooken bekend zich aan te sluiten bij JA21. Dit betekent dat JA21 in het Europees Parlement vertegenwoordigd wordt door drie onafhankelijke leden binnen de fractie van de Europese Conservatieven en Hervormers. Een paar dagen later, op 24 december, sloten de senatoren Bob van Pareren, Nicki Pouw-Verweij, Toine Beukering, Lennart van der Linden, Loek van Wely, Otto Hermans en Hugo Berkhout zich bij de partij aan. Ook hooggeplaatsten van de voormalige kandidatenlijst van FVD maakten de overstap naar JA21, zoals Jan Cees Vogelaar die bij FVD op plek 9 stond. Verder stapten verschillende Provinciale Statenleden over naar JA21.

### Vertegenwoordiging onder eigen naam
Op 7 januari 2021 presenteerde JA21 zijn kandidatenlijst voor de Tweede Kamerverkiezingen. Hierop stonden naast Eerdmans onder anderen Nicki Pouw-Verweij (nr. 2), Derk Jan Eppink (nr. 3), Maarten Goudzwaard (nr. 4), Jan Cees Vogelaar (nr. 7), Loek van Wely (nr. 25) en Ronald Sørensen (nr. 29). Nanninga maakte bekend dat ze een eventuele verkiezing als Tweede Kamerlid niet zou accepteren, omdat ze haar zetel in de Amsterdamse gemeenteraad en in de Eerste Kamer niet op wilde geven.
Tijdens de verkiezingen van maart 2021 werden op de partij 246.620 stemmen uitgebracht, genoeg voor drie zetels. JA21 bracht deze periode samen met BBB een initiatiefnota uit over stikstof; "Snel weg uit de stikstofcrisis". Van de ingediende moties werden er 86 aangenomen waaronder de verplaatsing asielopvang naar partnerlanden buiten de EU naar Deens model.
Bij de Provinciale Statenverkiezingen van maart 2023 behaalde de partij 22 provinciale zetels. Dit was genoeg om de partij met drie zetels in de Eerste Kamer te laten komen.
In de loop van 2023 was het onrustig binnen de partij, gezien enkele prominente leden de partij vonden dat er een gebrek aan interne democratie was. Later verlieten deze leden de partij omdat ze ontevreden waren met de positie van Nanninga op de kandidatenlijst van de Tweede Kamerverkiezingen van 22 november 2023, en verweten haar de partij te gebruiken als politieke baantjescarrousel. Hiermee verloor de partij twee van haar drie Europarlementariërs en twee van haar drie Tweede Kamerleden. De partij had uiteindelijk weinig electoraal succes bij de verkiezingen: het resultaat was één zetel, waardoor Eerdmans het enige Tweede Kamerlid voor de partij bleef.

## Organisatie

### Bestuur
JA21 werd sinds de oprichting bestuurd door een ad interim bestuur dat de taak had organisatiestructuur aan te brengen en de partij te begeleiden naar een democratisch gekozen bestuur. Na de Tweede Kamerverkiezingen van 2021 schreef het bestuur een algemene ledenvergadering uit waarin de opzet van de kiesvereniging en de definitieve versie van de statuten werden vastgesteld. Ook werd het eerste hoofdbestuur gekozen en werden er commissies ingevuld.

### Leden
| Datum      | Aantal leden |
| ---------- | ------------ |
| 1 apr 2021 | 3748         |
| 1 jan 2022 | 4843         |
| 1 jan 2023 | 5728         |
| 1 jan 2024 | 4468         |
| 1 jan 2025 | 3637         |

Bron: JA21 - ledentallen (Documentatiecentrum Nederlandse Politieke Partijen)

### Electoraat
Bij de Tweede Kamerverkiezingen in maart 2021 haalde JA21 zijn beste resultaten in Zuid-Holland. De partij scoort in het bijzonder goed in de randgemeenten van Rotterdam, zoals Albrandswaard (5,7%), Brielle (5,4%) en Barendrecht (4,8%). Het beste resultaat haalde de partij in Edam-Volendam (6,6%). Daarentegen scoort de partij beneden gemiddeld in de grote steden (met als uitzondering Rotterdam).

## Standpunten
Belangrijke programmapunten van JA21 zijn:
- Rol van de overheid en belastingstelsel: Kleinere overheid, minder overheidsbemoeienis, lagere belastingen, drastische vereenvoudiging van het belastingstelsel, werken moet altijd lonen. Geen belastingdeals met multinationals.
- Europese Unie: De EU moet weer de focus leggen op economische samenwerking in plaats van op verdere politieke eenwording, Nederlandse regering moet in EU Nederlands belang voorop stellen en minder geld uitgeven aan Oost- en Zuid-Europa en Brussel (einde aan 'transferunie').
- Israël: De banden met Israël bekrachtigen door het verplaatsen van de Nederlandse ambassade naar Jeruzalem.[42]
- Immigratie: Forse beperking asielimmigratie conform het Deense asielmodel, actief uitzetbeleid, opvang vluchtelingen in de regio. Invoering van een nieuwe migratiewet, met strenge selectie aan de poort.
- Klimaat: Particulieren niet verplichten tot kostbare investeringen in verduurzaming, landschap en inwoners sparen, dus geen windturbines op land en zee erbij, evenmin als zonneweides. Kerncentrales bouwen in de strijd tegen de CO2-uitstoot. Behalve op innovatie ook inzetten op klimaatadaptatie (aanpassen aan het klimaat).
- Landbouw en Visserij: Boeren minder belemmerende stikstofregels opleggen en ondersteunen bij innovatie en verbetering van dierenwelzijn. Pulsvisserij toestaan en stimuleren, belangen van Nederlandse vissers inzake visquota en EU-regelgeving bevorderen.
- Democratie: Meer macht naar de kiezer via bindende referenda (volksraadplegingen) en een gekozen burgemeester.

- Veiligheid: Leger versterken, in 2024 voldoen aan de 2%-norm van de NAVO, nationaal belang leidend maken, geen Nederlandse deelname aan oorlogen die regime change tot doel hebben. Nadruk op law and order, hogere straffen, meer politie op straat, zero tolerance voor extremisme.
- Zorg: Forse, brede investeringen in de zorg en betere salarissen voor zorgpersoneel. Bureaucratie sterk terugdringen en de macht van zorgverzekeraars inperken. De patiënt weer centraal stellen, niet systemen en zorgverzekeraars. Het gat tussen thuis en het verpleeghuis opvullen door opnieuw invoeren van bejaardenhuizen. JA21 wil het recht op abortus waarborgen als een belangrijk verworven vrouwenrecht, maar vindt dat er niet lichtvaardig mee mag worden omgegaan. Abortus moet dan ook zo veel mogelijk worden voorkomen. JA21 wil een maatschappelijke discussie over 24 weken-termijn voor niet-medische abortussen. Een late abortus wordt alleen toestaan bij een medische indicatie, zoals gevaar voor het leven van de moeder of een ernstige handicap bij de baby. JA21 is voorstander van de huidige euthanasiepraktijk, maar vindt het uitbreiden naar mensen zonder uitzichtloos medisch lijden of wilsonbekwamen, onwenselijk.

- Onderwijs: De menselijke maat laten terugkeren in het onderwijs: geen megafusies en megaklassen, maar de relatie tussen leraar en leerling centraal stellen. Inhoud en leren denken staan voorop, minder ideologie en identiteitspolitiek op scholen. Salarissen van leraren verhogen en werkdruk verlagen. Verbeteren van aansluiting van onderwijs op de arbeidsmarkt, praktijkonderwijs de waardering geven die het verdient.
- Pensioenen: Geen Brusselse controle over de pensioenen, waardevaste indexering, AOW voor mensen met lichamelijk zware beroepen na veertig arbeidsjaren.
- MKB/ZZP: Minder regeldruk, ziektewet voor kleine ondernemers aanpassen om het voor hen betaalbaar te maken. Fiscale voordelen MKB’er en ZZP’er behouden, Wet DBA afschaffen en geen verplichte arbeidsongeschiktheidsverzekering voor ZZP’ers. Fors minder regels en bestaande regels vereenvoudigen.
- Media & Cultuur: De NPO depolitiseren, meer geld voor cultureel erfgoed. Kunst- en cultuursubsidies op basis van kwaliteit in plaats van criteria als ‘diversiteit’ en ‘inclusiviteit’.
- Corona: Wetenschappelijk onderbouwd beleid, geen coronapas, geen vaccinatieplicht maar bevorderen van vrijwillige inenting (door voorlichting). Er moet een parlementaire enquête naar de aanpak van de coronapandemie komen.

Bij een congres liet JA21 weten het wokedenken te willen bestrijden. JA21 is tegen een fonds van tweehonderd miljoen euro voor het vergroten van het historisch bewustzijn rondom slavernij.

## Volksvertegenwoordiging

### Tweede Kamer der Staten-Generaal
| Verkiezingsjaar | Lijsttrekker   | Kandidatenlijst | Aantal stemmen | % van de stemmers | Aantal behaalde zetels |
| --------------- | -------------- | --------------- | -------------- | ----------------- | ---------------------- |
| 2021            | Joost Eerdmans | Kandidatenlijst | 246.620        | 2,37%             | 3 / 150                |
| 2023            | Joost Eerdmans | Kandidatenlijst | 71.345         | 0,68%             | 1 / 150                |

JA21 heeft tot op heden geen deel uitgemaakt van enig kabinet.

### Eerste Kamer der Staten-Generaal
| Verkiezingsjaar | Lijsttrekker     | Kandidatenlijst | Aantal stemmen | % van de stemmen | Aantal behaalde zetels |
| --------------- | ---------------- | --------------- | -------------- | ---------------- | ---------------------- |
| 2023            | Annabel Nanninga | Kandidatenlijst | 8.289          | 4,63%            | 3 / 75                 |

In de zittingsperiode 2019-2023 van de Eerste Kamer had JA21 formeel geen zetels; zeven à acht senatoren die lid waren namens FVD en na de oprichting lid zijn geworden van JA21, splitsten zich af onder de naam fractie-Van Pareren, later de fractie-Nanninga.
Bij de Eerste Kamerverkiezingen van 2023 behaalde JA21 drie zetels, waardoor de partij vanaf 13 juni 2023 in de Eerste Kamer vertegenwoordigd is.

### Europees Parlement
| Verkiezingsjaar | Lijsttrekker      | Kandidatenlijst | Aantal stemmen | % van de stemmers | Aantal behaalde zetels |
| --------------- | ----------------- | --------------- | -------------- | ----------------- | ---------------------- |
| 2024            | Michiel Hoogeveen | Kandidatenlijst | 40.570         | 0,65%             | 0 / 31                 |

Drie leden van JA21 waren aanvankelijk gekozen voor FVD, en hielden hun zetel bij hun overstap naar JA21 in december 2020, tijdens de zittingsperiode 2019-2024. Zij opereerden hierbij binnen de fractie van Europese Conservatieven en Hervormers (ECH) in het Europees Parlement. Na het vertrek van Rob Roos en Rob Rooken bleef Michiel Hoogeveen over als JA21-vertegenwoordiging. Bij de daaropvolgende verkiezingen in 2024 was hij lijsttrekker, maar behaalde de partij niet genoeg stemmen voor een zetel.

### Provinciale Staten
Van de 33 oud-Forum-volksvertegenwoordigers die zich aansloten bij JA21 bleven er bij de Provinciale Statenverkiezingen van maart 2023 22 Statenleden over. De partij deed in alle provincies mee. Enkel in Groningen wist zij geen zetels te behalen. In de loop van 2023 en 2024 splitsten zich drie leden af, waaronder beide Statenleden in Utrecht.
| Provincie     | Zetels   |
| ------------- | -------- |
| Groningen     | 0 / 43   |
| Friesland     | 1 / 43   |
| Drenthe       | 1 / 43   |
| Overijssel    | 2 / 47   |
| Flevoland     | 2 / 41   |
| Gelderland    | 2 / 55   |
| Utrecht       | 2 / 49   |
| Noord-Holland | 3 / 55   |
| Zuid-Holland  | 4 / 55   |
| Zeeland       | 1 / 39   |
| Noord-Brabant | 2 / 55   |
| Limburg       | 2 / 47   |
| Nederland     | 22 / 572 |

### Gemeenteraad Amsterdam
JA21 is sinds de oprichting in 2020 vertegenwoordigd in de Amsterdamse gemeenteraad. Deze fractie werd aanvankelijk geleid door partijprominent Annabel Nanninga, die tot 1 november 2023 in de raad zat. Bij de gemeenteraadsverkiezingen van 2022 werden de twee zetels behouden.

### Waterschappen
Tijdens de gelijktijdig met de Provinciale Statenverkiezingen gehouden waterschapsverkiezingen 2023 deed JA21 mee in de vijf Zuid-Hollandse waterschappen. In elk van deze waterschappen behaalde de partij één zetel. Op 1 oktober 2023 verloor de partij haar zetel in het hoogheemraadschap van Rijnland, omdat Bob van Pareren overstapte naar de BoerBurgerBeweging (BBB). Op 10 oktober verloor de partij ook haar zetel in het hoogheemraadschap van Delfland aan BBB.